# Schäferi
Schäferi (av ty. schäfer, herde), är en äldre benämning på den på en egendom befintliga fårhjorden med tillhörande byggnader och ekonomi.
Stockholms stad bedrev 1939–1989 ett schäferi, i folkmun kallat Kungens får, först i Hagaparken och sedan i Åkeshov. Fåren vistades för sommarbete på Ladugårdsgärde 1947–1986, och på Järvafältet 1986–1989. Schäferiet avvecklades år 1989.
Stamschäferi var ett schäferi, vars hjord utgjordes av någon värdefull ras, varifrån avelsdjur spreds inom orten eller i landet. I äldre tid ägde svenska staten betydande stamschäferier, huvudsakligen bestående av finulliga (merinos-) får.